# Alex Järvinen
Alex Järvinen (* 26. Juli 1884, † nach 1911) war ein finnischer Ringer.
In seiner Karriere nahm er an zwei Weltmeisterschaften teil. In Finnland startete er für den Verein Helsingin Jyry. 1911 wurde er finnischer Meister im Schwergewicht.

## Internationale Meisterschaften
- 1911, Bronze, Weltmeisterschaften in Helsinki (über 83 kg), hinter Yrjö Saarela und Adolf Lindfors (beide Finnland)
- 1911, Gold, Inoff. WM in Berlin (über 85 kg), vor  A. Lehmann, Deutschland, Anders Ahlgren, Schweden und Sören Marius Jensen, Dänemark

## Finnische Meisterschaften
- 1910 in Pori, 2. Platz, GR, Sg (+83 kg), hinter Adolf Lindfors, Porvoo
- 1911 in Viipuri, 1. Platz, GR, Sg (+83 kg), vor Kalle Viljamaa, Tampere und Antti Gavrilik, Viipuri